# تئاتر فورچون
تئاتر فورچون (انگلیسی: Fortune Theatre) یک سالن نمایش در لندن، انگلستان است.
این سالن تئاتر که در خیابان راسل قرار دارد در سال ۱۹۲۴ میلادی تأسیس شده و جزئی از تئاتر وست اند محسوب می‌شود. تئاتر فورچون دارای ۴۳۲ نفر ظرفیت می‌باشد.